# Alexeï Vassiliev (académicien)
Pour les articles homonymes, voir Alexeï Vassiliev et Vassiliev.
Alexeï Mikhaïlovitch Vassiliev, né le 26 avril 1939 à Léningrad, est un académicien russe, docteur en histoire, orientaliste et spécialiste des pays arabes, notamment de l'Arabie saoudite. Il est doktor naouk depuis 1981.
Il a été le représentant spécial du président de la fédération de Russie chargé des liens avec les chefs d'État des pays d'Afrique du 20 février 2006 au 20 mars 2011. Il est membre du conseil de politique extérieure du ministère des Affaires étrangères.

## Carrière
Il entre en 1956 à l'institut d'État des relations internationales de Moscou et passe un stage à l'université du Caire en 1960-1961. Il termine en 1962 le département oriental de la faculté des relations internationales de l'institut des relations internationales. Il défend sa thèse de candidature au doctorat en 1966 menée à l'institut des pays d'Asie et d'Afrique sur le thème Le Wahhabisme et le premier État des Saoudites en Arabie (XVIIIe siècle) et présente sa thèse de doctorat d'État en 1981 dont le thème porte sur L'Évolution de la structure socio-politique de l'Arabie Saoudite (1745-1973).
En 1966, Vassiliev est envoyé au Vietnam comme correspondant particulier de guerre du journal la Pravda. Il demeure à la Pravda où il est entre 1969 et 1971 sur les « points chauds » de la planète. Entre 1971 et 1975, Vassiliev est correspondant de la Pravda à Ankara et il couvre aussi la Syrie, l'Afghanistan, l'Iran et les pays d'Arabie, ainsi que la guerre israélo-arabe de 1973. De 1975 à 1979, il est correspondant de la Pravda en Égypte. Il couvre aussi le Soudan, le Yémen, la Libye et l'Éthiopie. Il rentre ensuite à Moscou s'occuper du département des questions internationales du journal, jusqu'en 1983, date à laquelle il est nommé directeur-adjoint de l'institut d'Afrique de l'Académie des sciences d'URSS, puis en 1992 directeur du budget de ce même institut. C'est le premier en URSS de l'époque à avoir étudié le phénomène du wahabisme comme phénomène d'influence politique.
Il est l'auteur d'ouvrages fondamentaux sur l'Arabie et sur la compréhension de l'Égypte actuelle. Il dirige la revue L'Asie et l'Afrique aujourd'hui.

## Distinctions
- Scientifique émérite de la fédération de Russie (1999)[1]
- Prix nommé d'après E. V. Tarlé RAS (2003) - pour une série d'ouvrages sur l'histoire socio-politique des États du Proche et du Moyen-Orient
- Ordre d'honneur (2009)[2]
- Ordre de l'Amitié (2011) - pour sa grande contribution au développement et au renforcement des relations entre la fédération de Russie et les États africains[3]
- médailles

## Ouvrages notables
- Африка и вызовы XXI в. Moscou, 2012. [L'Afrique et les défis du XXIe siècle]
- Король Фейсал. Личность. Эпоха. Вера. Moscou, 2010. [Le Roi Fayçal. Personnalité. Époque. Foi.]
- Африка - падчерица глобализации. - Moscou, 2003. [L'Afrique - La fille illégitime de la mondialisation.]
- Иракская агрессия против Кувейте. в зеркале российской прессы (август 1990 - апрель 1991). - Moscou, 2000. [L'Agression irakienne contre le Koweït. Dans le miroir de la presse russe (août 1990 - avril 1991)].
- Аннотированная библиография Саудовской Аравии. – Moscou, 2000. [Bibliographie annotée de l'Arabie Saoudite.]
- История Саудовской Аравии (1745 — конец XX в.). — Moscou, 1999. [Histoire de l'Arabie Saoudite.]
- История Саудовской Аравии от середины 18 в. до конца 20 в. — Moscou, 1994. [Histoire de l'Arabie Saoudite du milieu du XVIIIe siècle à la fin du XXe siècle.]
- Россия на Ближнем и Среднем Востоке: от мессианства к прагматизму. — Moscou, 1993. [La Russie au Proche-Orient et au Moyen-Orient: du messianisme au pragmatisme.]
- Корни тамариска. — Moscou, 1987. [Les racines du tamaris.]
- Египет и египтяне. — Moscou, 1986. [L'Égypte et les Égyptiens.]
- Персидский залив в эпицентре бури. - Moscou, 1983. [ Le Golfe Persique dans l'épicentre de la tourmente.]
- Мост через Босфор. - Moscou, 1979. [Le Pont sur le Bosphore.]
- Трудный перевал. - Moscou, 1977. [Le Col difficile.]

## Distinctions
- Ordre de l'Amitié (Russie), 2011